# オル・ダラ
オル・ダラ（Olu Dara、1941年1月12日 - ）は、アメリカのコルネット奏者、ギタリスト、歌手。息子はラッパーのナズ。
マイルス・デイヴィスは自伝で、隠遁からの復活当時の1981年におけるジャズ・トランペット界の状況にふれた際、「オレは聴いたことがなかったが、みんながすばらしいと言っていた、ミシシッピ出身のオル・ダラといった連中もいた」と書いた。

## 略歴
チャールズ・ジョーンズ3世としてミシシッピ州ナチェズに生まれ、1963年にニューヨークへ移住してオル・ダラと名乗るようになる。アヴァンギャルド・ミュージシャンのデヴィッド・マレイ、ヘンリー・スレッギル、チャールズ・ブラッキーン、アート・ブレイキーと共演し有名になっていった。
自分の名前でのファースト・アルバムは1998年（57歳）に発表した。アフリカ系アメリカ人の伝統に浸かっており、その音楽性はブルース、ジャズ、ファンク、アフリカのポピュラー音楽とレゲエが混ざりあったものとなっている。このアルバムで演奏するよう息子のナズに声をかけ、収録曲「Jungle Jay」にゲスト参加させた。セカンド・アルバムにはドクター・ジョンやカサンドラ・ウィルソンが参加している。
ナズの今ではクラシックとなっているデビュー・アルバム『イルマティック』（1994年）の収録曲「Life's a Bitch」にダラが参加した。2004年には、ボーカルとトランペットでナズのシングル「Bridging the Gap」に参加している。

## ディスコグラフィ

### リーダー・アルバム
- 『イン・ザ・ワールド - フロム・ナッチェス・トゥ・ニュー・ヨーク -』 - In the World: From Natchez to New York (1998年、Atlantic)
- 『ネイバーフッズ』 - Neighborhoods (2001年、Atlantic)

### 参加アルバム
マテリアル
- 『メモリー・サーヴス』 - Memory Serves (1981年)
- 『サード・パワー』 - The Third Power (1991年)

チャールズ・ブラッキーン
- Attainment (1987年、Silkheart)
- Worshippers Come Nigh (1987年、Silkheart)

リス・チャサム
- 『ファクターX』 - Factor X (1984年)
- Die Donnergötter (The Thundergods) (1987年)

カルロス・ガーネット
- 『レット・ディス・メロディ・リング・オン』 - Let This Melody Ring On (1975年、Muse)
- Fire (1997年) ※コンピレーション

コリー・ハリス
- Downhome Sophisticate (2002年)
- Daily Bread (2005年)

クレイグ・ハリス
- Tributes (1985年、OTC)
- 『コールド・スウェット・プレイズ・ジェームス・ブラウン』 - Cold Sweat Plays J. B. (1999年、JMT)

デヴィッド・マレイ
- 『フラワーズ・フォー・アルバート』 - Flowers for Albert: The Complete Concert (1976年、India Navigation)
- 『ミン』 - Ming (1980年、Black Saint)
- 『ホーム』 - Home (1981年、Black Saint)
- 『ライヴ・アット・スウィート・ベイジル vol.1』 - Live at Sweet Basil Volume 1 (1984年、Black Saint)
- 『ライヴ・アット・スウィート・ベイジル vol.2』 - Live at Sweet Basil Volume 2 (1984年、Black Saint)
- 『ティップ』 - The Tip (1995年、DIW)
- 『ジャグ・ア・ラグ』 - Jug-A-Lug (1995年、DIW)

ナズ
- 『イルマティック』 - Illmatic (1994年)
- 『GOD'S SON』 - God's Son (2002年)
- Bridging the Gap (2004年) ※EP
- 『STREET'S DISCIPLE』 - Street's Disciple (2004年)

ジャマラディーン・タクマ
- 『ショー・ストッパー』 - Show Stopper (1983年)
- 『ルネッサンス・マン』 - Renaissance Man (1984年)

ヘンリー・スレッギル
- When Was That? (1982年)
- Just the Facts and Pass the Bucket (1983年)

ジェイムス・ブラッド・ウルマー
- 『アー・ユー・グラッド・トゥ・ビー・イン・アメリカ?』 - Are You Glad to Be in America? (1980年)
- 『フリー・ランシング』 - Free Lancing (1981年)
- No Escape from the Blues: The Electric Lady Sessions (2003年)

カサンドラ・ウィルソン
- 『デイズ・アウェイ』 - Days Aweigh (1987年、JMT)
- 『ブルー・ライト・ティル・ドーン』 - Blue Light 'Til Dawn (1993年)
- 『トラヴェリング・マイルス』 - Traveling Miles (1999年)
- 『ベリー・オブ・ザ・サン』 - Belly of the Sun (2002年)

その他
- 日野皓正 : 『ジャーニー・トゥ・エアー』 - Journey to Air (1970年)
- ジャック・マクダフ : 『フー・ノウズ・ホワット・トゥモロウズ・ゴナ・ブリング』 - Who Knows What Tomorrow's Gonna Bring? (1971年)
- ロイ・ブルックス : Ethnic Expressions (1973年)
- ダグ・カーン : 『リヴェレーション』 - Revelation (1973年)
- オリヴァー・レイク : 『ヘヴィー・スピリッツ』 - Heavy Spirits (1975年)
- ハミエット・ブルイエット : Endangered Species (1977年)
- フィリップ・ウィルソン : Live at Moers Festival (1978年)
- ジュリアス・ヘンフィル : Flat-Out Jump Suite (1980年)
- セシル・マクビー : Flying Out (1982年)
- エリオット・シャープ : Nots (1982年)
- ノナ・ヘンドリックス : 『ノナ』 - Nona (1983年)
- ジェイムス・ニュートン : 『プレイズ・エリントン～アフリカン・フラワー』 - The African Flower (1985年)
- ドン・プーレン : The Sixth Sense (1985年)
- ビル・ラズウェル : Deconstruction: Celluloid Recordings (1993年) ※コンピレーション
- カンサス・シティ・バンド : KC After Dark (1997年)
- ティム・バーン : Empire Box (1998年) ※コンピレーション
- ガイ・デイヴィス : You Don't Know My Mind (1998年)
- ダーティー・ダズン・ブラス・バンド : 『メディケイテッド・マジック』 - Medicated Magic (2002年)
- ジャン＝ポール・ブレリー : Trance Atlantic (Boom Bop II) (2002年)
- ザ・ビー・グッド・タニアス : Chinatown (2003年)
- The Harlem Experiment : The Harlem Experiment (2007年)
- The Brawner Brothers : This Is Where You Wanna Be (2007年)[5]

## 参照
1. ↑  “Olu Dara”. AllMusic. 2017年10月31日閲覧。
2. ↑  “Nas and His Dad's Jazz”. Los Angeles Times (2004年12月5日). 2017年10月31日閲覧。
3. ↑  Tracie Morris, "Olu Dara" (interview), Bomb 62/Winter 1998.
4. ↑  Artist Biography by Chris Kelsey, All Music.
5. ↑  “Olu Dara | Credits | AllMusic”. AllMusic. 2017年10月31日閲覧。